# Джаракьян, Тигран Карапетович
Тигран Карапетович Джаракьян (арм. Տիգրան Կարապետի Ջարակյան; 1909—1996) — советский учёный-медик и педагог, радиолог и физиолог, организатор здравоохранения и медицинской науки, доктор медицинских наук (1962), профессор (1964), генерал-майор медицинской службы (1961). Один из основателей военной радиологии, ученик академика Л. А. Орбели.

## Биография
Родился 31 августа 1909 года в Санкт-Петербурге.
С 1934 по 1939 годы проходил обучение в Военно-медицинской академии имени С. М. Кирова. С 1939 по 1951 годы  на педагогической работе на кафедре нормальной физиологии в должностях преподаватель, старший преподаватель и доцент этой академии. В 1943 году закончил адъюнктуру, ученик академика Л. А. Орбели.
С 1951 по 1970 год руководитель и профессор Научно-исследовательской лаборатории №1 ВМА имени С. М. Кирова, одновременно с научно-педагогической работой с 1958 по 1970 год служил в должности главного радиолога Министерства обороны СССР, был одним из организаторов военной радиологии в Советской армии, являлся участником первых испытаниях ядерного оружия в Советском Союзе, организацией оказания медицинской помощи пострадавшим военнослужащим при авариях на атомных подводных лодках.
9 мая 1961 года Т. К. Джаракьяну Постановлением СМ СССР было присвоено звание генерал-майор медицинской службы.

### Достижения в области радиологии
Основная научно-педагогическая деятельность Т. К. Джаракьяна была связана с вопросами в области изучения патогенетических механизмов острой лучевой болезни, научно-практическая тематика под его руководством положила начало нового раздела науки — военной радиологии.
Являлся организатором по созданию радиопротекторов, схем лечения острой лучевой болезни и комбинированных радиационных поражений, исследований по разработке системы медицинской защиты личного состава, проведения мероприятий по диагностике, профилактике и лечению поражений и ликвидации последствий применения от оружия массового поражения. В 1962 году защитил диссертацию на соискание учёной степени доктор медицинских наук. Являлся автором более 200 научных работ, им было подготовлено девять докторов и двенадцать кандидатов наук.
Скончался 21 августа 1996 года в Санкт-Петербурге.

## Основная библиография
- Геморрагический синдром острой лучевой болезни / Н. В. Бутомо, Д. А. Голубенцев, Т. К. Джаракьян и др.; Под ред. проф. Т. К. Джаракьяна. — Л.: Медицина, Ленингр. отд-ние, 1976. — 167 с.
- Леон Абгарович Орбели / Т. К. Джаракьян. — Л. : ВМА, 1982. — 49 с.
- Радиозащитные эффекты у животных и человека / В. Г. Владимиров, Т. К. Джаракьян. — М.: Энергоиздат, 1982. — 89 с.

## Награды
- Орден Отечественной войны 1-й степени (06.04.1985)
- два ордена Красной Звезды (30.04.1947, 13.06.1952)
- Медаль «За боевые заслуги» (03.11.1944)
- Медаль «За оборону Ленинграда» (22.12.1942)
- Медаль «За победу над Германией в Великой Отечественной войне 1941—1945 гг.»